# Duran (vetro)

Logo del vetro Duran, come si trova impresso sulla vetreria da laboratorio.

DURAN è un marchio per un tipo di vetro borosilicato della società DURAN Group GmbH e rappresenta il tipo di vetro borosilicato 3.3 (DIN ISO 3585). Date le caratteristiche chimico-fisiche elevate viene impiegato come il Pyrex della Corning, non solo in ambito da laboratorio chimico (vetreria per chimica, Becher, beuta etc.) e utensili da cucina, anche tubi a raggi catodici, valvole termoioniche e lenti per telescopi.

## Storia
Otto Schott sviluppò nel 1887 il vetro borosilicato 3.3 e lo chiamò Duran. Nel 1938 il marchio DURAN venne brevettato.   